# Isaac Cuenca
Artikeln följer den spanska namnseden; faderns efternamn är Cuenca och moderns efternamn López.
Joan Isaac Cuenca López, född 27 april 1991, är en spansk fotbollsspelare (anfallare/ytter).

## Klubbkarriär
Isaac Cuenca debuterade för Barcelona den 19 oktober 2011 i en Champions League-match mot Viktoria Plzeň, som Barcelona vann med 2–0. Ligadebuten kom sex dagar senare (25 oktober 2011) i en 1–0-vinst över Granada. Säsongen 2014/2015 skrev han på för spanska klubben Deportivo La Coruña.
I januari 2020 värvades Cuenca av japanska Vegalta Sendai. Den 20 april 2021 lämnade han klubben och återvände till Spanien för att behandla en knäskada.

## Landslagskarriär
Isaac Cuenca gjorde landslagsdebut den 10 november 2011 för Spaniens U21-landslag i en 6–0-vinst över Estland.

## Meriter
FC Barcelona
- Spanska cupen: 2011/2012
- Spanska supercupen: 2013
- VM för klubblag: 2011